# Безымянный (остров, Каспийское море)
Безымянный (азерб. Adsız adası) — остров в Каспийском море, у восточного побережья Азербайджана. Один из островов Бакинского архипелага. Расположен на расстоянии 17,5 км от побережья, между островами Дашлы и Сенги-Муган. Необитаемый. Длина составляет 100 метров.
Камень Безымянный расположен в 4—5 км к юго-востоку от острова Сенги-Муган.
В прошлом являлся подводной банкой, в результате вулканической деятельности здесь образовался остров.

## Источник
- Caspian Sea Biodiversity Project